# The Mavericks
I Mavericks sono una band statunitense di musica country nata nel 1989 a Miami, in Florida. Ad oltre 15 anni dal loro debutto, con oltre quattro milioni di dischi venduti, tre Academy of Country Music Awards, due Country Music Associations Award e un Grammy Award, sono certamente una della country band dei primi anni novanta più apprezzate degli States, grazie al loro stile frutto di un'abile fusione di country tradizionale e rock tradizionale, unito alle radici cubane del solista Raul Malo.

## Storia
Col nome di Mavericks la band inizia ad esibirsi con discreto successo nei locali rock di Miami, dato che i club di Country volevano solo cover band mentre il gruppo preferiva concentrarsi sul materiale originale. Nell'autunno del 1990 viene pubblicato l'album indipendente The Mavericks: composto di canzoni originali di Malo, suscita l'attenzione di diverse major a Nashville, la patria del country.
Qua il gruppo firma un contratto con la MCA Records e nel 1992 pubblica l'album From Hell To Paradise. sebbene apprezzato dalla critica l'album non riscuote successo fra il pubblico, fatta eccezione per la cover "Hey Good Lookin'" di Hank Williams.
L'album che segna il successo della band è What a Crying Shame: pubblicato nel 1994 e prodotto da Don Cook, l'album è subito ben accolto e la canzone del titolo si piazza tra le prime 40 in classifica negli States. Nel 1995 ottengono il disco di platino.
Nell'autunno del 1995 esce Music For All Occasions, anche questo un successo di critica e pubblica. È disco d'oro nell'estate del 1996.
Distaccandosi dal country e con una mistura di pop e ritmi latini, la band pubblica nel 1998 l'album Trampoline, che riscuote grande successo in Inghilterra, soprattutto il singolo "Dance The Night Away".
Distaccatisi dalla MCA, il gruppo si sciolse per dedicarsi a progetti solisti: Malo pubblicò un album nel 2001 (Today) e registrò col gruppo Los Super Seven. Reynolds partecipò ai progetti degli Swag.
Nel 2003 il gruppo si riunì, con Perez al posto di Kane, e produsse un album intitolato The Mavericks per la Sanctuary Records.
Nel 2004 è stato pubblicato un album e DVD con la registrazione di un concerto live ad Austin in Texas.

## Membri e collaboratori

### Membri attuali
- Raul Malo - (7 agosto 1965, Miami, Florida) Voce solista e chitarrista. Nato da genitori cubani i suoi ispiratori furono Johnny Cash, Bill Haley e Elvis Presley, oltre a Roy Orbison e Patsy Kline, dei quali apprezzava l'intensità drammatica delle loro ballate.
- Robert Reynolds - (30 aprile 1962, Kansas City, Missouri) Bassista. Reynolds condivide i gusti musicali di Malo e con lui e l'amico Paul Deakin fondano la loro prima band.
- Paul Deakin - (2 settembre 1959, Miami, Florida) Batterista. Deakin, all'epoca dell'incontro con Malo e Reynolds aveva all'attivo molti anni di partecipazione in band locali di progressive rock.
- Eddie Perez (26 giugno 1968, Los Angeles, California)Chitarrista Chitarrista. Fan di lunga data del gruppo e ragazzo prodigio della chitarra, subentra a Kane nel 2000 ed è l'attuale chitarrista del gruppo.

### Ex membri
- David Lee Holt - (?) Chitarrista. Entra a far parte del gruppo nel 1991 all'uscita del secondo album From Hell to Paradise. In precedenza aveva lavorato con Joe Ely, Rosie Flores e Carlene Carter.
- Nick Kane (21 agosto 1954, Jerusalem (Georgia)) Chitarrista. Subentra a Holt poco dopo l'uscita di What A Crying Shame nel 1994. Rimarrà nel gruppo fino al 2000 quando sarà sostituito da Eddie Perez

### Collaboratori
- Jerry Dale Mc Fadden, pianista.
- Havana Horns, ottoni. Tra i membri Scotty Huff, Dick Foust, Doug Bernstein e Matt Nygren.
- Kostas, scrittore. Estremamente popolare a Nashville, firma assieme a Malo numerosi successi dei Mavericks tra cui "There Goes My Heart", "What a Crying Shame" e "Here Comes The Rain".
- Don Cook, produttore. Storico produttore dei Mavericks, firma l'album che decreta il successo della band: What A Crying Shame

## Discografia
- 1990, The Mavericks, Y&T, prodotto da Raul Malo e The Mavericks
- 1992, From Hell To Paradise, MCA, prodotto da Steve Fishell, Richard Bennet e Raul Malo.
- 1994, What A Crying Shame, MCA, prodotto da Don Cook
- 1995, Music For All Occasions, MCA, prodotto da Don Cook, Raul Malo, Nick Lowe
- 1997, It's now! It's live!, MCA, prodotto da The Mavericks, raul Malo e Don Cook
- 1998, Trampoline, MCA, profdotto da raul Malo e Don Cook
- 1999, The Best Of The Mavericks, Mercury, prodotto da Raul Malo, Don Cook, Steve Fishell e Richard Bennett
- 2001,O What a Thrill - An Introduction to The Mavericks, prodotto da Raul Malo, Don Cook, Steve Fishell e Nick Lowe
- 2001, 20TH Century Masters: Millennium Collection, MCA, prodotto da Raul Malo, Don Cook, Steve Fishell e Nick Lowe
- 2003, Collection, Spectrum, prodotto da Raul Malo, Don Cook, Steve Fishell
- 2003, The Mavericks, Sanctuary, prodotto da Kenny Greenberg e Raul Malo
- 2004, The Definitive Collection (Remastered), prodotto da Raul Malo, Don Cook, Steve Fishell e Nick Lowe
- 2004, Live In Austin Texas, Sanctuary, prodotto da Dan Russo e Meg Harkins
- 2017, Brand New Day